# Europejska Nagroda Muzyczna MTV dla najlepszego niemieckiego wykonawcy
Europejska Nagroda Muzyczna MTV dla najlepszego niemieckiego wykonawcy – nagroda przyznawana przez redakcję MTV Central (nadającą swój program dla krajów niemieckojęzycznych) podczas corocznego rozdania MTV Europe Music Awards. Nagrodę dla najlepszego niemieckiego wykonawcy po raz pierwszy przyznano w 2007 r. O zwycięstwie decydują widzowie za pomocą głosowania internetowego i telefonicznego (SMS-owego).

## Laureaci oraz nominowani do nagrody MTV
| Rok  | Laureat                   | Nominowani                                                                |
| ---- | ------------------------- | ------------------------------------------------------------------------- |
| 1998 | Thomas D i Franka Potente |                                                                           |
| 1999 | Xavier Naidoo             | - Absolute Beginner - Freundeskreis - Guano Apes - Sasha                  |
| 2000 | Guano Apes                | - Die Ärzte - Die Toten Hosen - Echt - Fünf Sterne deluxe                 |
| 2001 | Samy Deluxe               | - Die Ärzte - No Angels - Echt - Rammstein                                |
| 2002 | Xavier Naidoo             | - Die Toten Hosen - No Angels - Herbert Grönemeyer - Sportfreunde Stiller |
| 2003 | Die Ärzte                 | - Guano Apes - Xavier Naidoo - Seeed - Wir sind Helden                    |
| 2004 | Beatsteaks                | - Die Ärzte - Die Toten Hosen - Rammstein - Sportfreunde Stiller          |
| 2005 | Rammstein                 | - Beatsteaks - Fettes Brot - Silbermond - Wir sind Helden                 |
| 2006 | Bushido                   | - Die Toten Hosen - Rammstein - Silbermond - Sportfreunde Stiller         |
| 2007 | Bushido                   | - Beatsteaks - Juli - Sido - Sportfreunde Stiller                         |
| 2008 | Fettes Brot               | - Die Ärzte - MIA. - Sido - Söhne Mannheims                               |
| 2009 | Silbermond                | - Jan Delay - Peter Fox - Söhne Mannheims - Sportfreunde Stiller          |
| 2010 | Sido                      | - Gentleman - Jan Delay - Unheilig - Xavier Naidoo                        |
| 2011 | Lena                      | - Beatsteaks - Clueso - Culcha Candela - Frida Gold                       |
| 2012 | Tim Bendzko               | - Cro - Kraftklub - Seeed - Udo Lindenberg                                |
| 2013 | Lena                      | - Cro - Frida Gold - Sportfreunde Stiller - Tim Bendzko                   |
| 2014 | Revolverheld              | - Cro - Marteria - Sido - Max Herre - Milky Chance                        |
| 2015 | Lena                      | - Cro - Andreas Bourani - Revolverheld - Robin Schulz                     |
| 2016 | Max Giesinger             | - Beginner - Mark Forster - Robin Schulz - Topic                          |
| 2017 | Wincent Weiss             | - Alle Farben - Cro - Mark Forster - Marteria                             |
| 2018 | Mike Singer               | - Bausa - Feine Sahne Fischfilet - Namika - Samy Deluxe                   |
| 2019 | Juju                      | - AnnenMayKantereit - Luciano - Marteria and Casper - Rammstein           |